# Vallentuna VBK
Vallentuna Volleybollklubb, bildad 1962, är en av Sveriges mest framgångsrika klubbar på dam- och flicksidan. Seniorlaget har spelat SM-slutspel regelbundet sedan klubbens bildande, och har vunnit två SM-guld (1968 och 1994). De har även vunnit Grand Prix tre gånger (säsongerna 1997/1998, 2004/2005 samt 2007/2008)
. Laget spelade även europeiskt cupspel vid flera tillfällen under 2000-talets första decennium. Damlaget låg 2019 på 4:e plats i Elitseriens maratontabell med 33 säsonger, medan herrlaget låg på 38:e plats med 3 säsonger.
Klubbens damjuniorer har vunnit SM-guld vid sex tillfällen, senast 2007, och klubben vann även junior-SM-guld för herrar år 1983. Klubben har också en omfattande verksamhet i ungdomssektionen, och är en av landets till medlemsantalet största klubbar på flicksidan. De flesta hemmamatcherna spelas i Tellushallen i Vallentuna.
Vallentuna Volley har också haft ett herrlag i elitserien så sent som under slutet av 1990-talet, men klubben tvingades lägga ner elitverksamheten på herrsidan av främst ekonomiska skäl. Kort därefter försvann även klubbens övriga herrlag i lägre serier, och klubben har sedan dess, med några få undantag, bedrivit uteslutande dam- och flickverksamhet. I SM-slutspelet 2009 tog sig laget till semifinal där man förlorade mot blivande mästarinnorna Engelholms VS med 0-3 i matcher. Laget drag sig ur Elitserien 2010/2011 strax före seriestart p.g.a. spelarbrist.
Elverket Vallentuna är sedan år 2000 namnet på Vallentuna Volleybollklubbs seniorlag för damer, uppkallat efter det lokala elbolaget i Vallentuna. Laget spelar i division 1 (den näst högsta serien).

### Fotnoter
1. 1 2  ”Svenskt volleybollarkiv” (på engelska). Svenska Volleybollförbundet. https://volleybollarkiv.exaf.se/volleyboll/svenska-mastare. Läst 5 november 2023.
2. 1 2 3 4 5 6 7 8  ”Historik GP - matchresultat” (på engelska). Svenska Volleybollförbundet. 9 september 2017. https://web.archive.org/web/20170909084254/http://www.volleyboll.se/volleyboll/tavling/HistorikGrandPrix/HistorikGP-matchresultat/. Läst 13 oktober 2023.
3. ↑  Everysport.com. ”Elitserien Final”. https://www.everysport.com/volleyboll-dam/1999-2000/serie/elitserien-final/3207. Läst 23 augusti 2023.
4. ↑  ”Everysport.com  -  Elitserien” (på engelska). https://www.everysport.com/volleyboll-dam/2001-2002/serie/elitserien/4953. Läst 30 september 2023.
5. 1 2   numera CEV Cup
6. ↑  ”Everysport.com  -  Elitserien” (på engelska). https://www.everysport.com/volleyboll-dam/2003-2004/liga/elitserien/895. Läst 25 april 2023.
7. ↑  Everysport. ”Elitserien 2005/2006 - Tabell, Matcher, Resultat & Statistik - Dam”. https://www.everysport.com/volleyboll-dam/2005-2006/liga/elitserien/1229. Läst 29 juni 2024.
8. ↑  ”Everysport.com  -  Elitserien Semifinal”. https://www.everysport.com/volleyboll-dam/2006-2007/serie/elitserien-semifinal/23250. Läst 29 april 2023.
9. ↑  Everysport. ”Elitserien SM-final”. https://www.everysport.com/volleyboll-dam/2007-2008/serie/elitserien-sm-final/29412. Läst 29 juni 2024.
10. ↑  ”Everysport.com  -  Elitserien Semifinal” (på engelska). https://www.everysport.com/volleyboll-dam/2008-2009/serie/elitserien-semifinal/34494. Läst 24 september 2023.
11. ↑  ”Div 1 Norra Damer 2019/20”. Svenska Volleybollförbundet. https://svbf-web.dataproject.com/CompetitionHome.aspx?ID=148. Läst 28 september 2023.
12. ↑  ”Div 1 Norra Damer 2020/21”. Svenska Volleybollförbundet. https://svbf-web.dataproject.com/CompetitionStandings.aspx?ID=176&PID=267. Läst 26 september 2023.
13. ↑  ”Div 1 Norra Damer 2021/22”. Svenska Volleybollförbundet. https://svbf-web.dataproject.com/CompetitionHome.aspx?ID=249. Läst 28 september 2023.
14. ↑  ”Division 1 Damer Norra 2022/23”. Svenska Volleybollförbundet. https://svbf-web.dataproject.com/CompetitionHome.aspx?ID=300. Läst 27 september 2023.
15. ↑  ”Division 1 Norra Damer 2023/24”. Svenska Volleybollförbundet. https://svbf-web.dataproject.com/CompetitionStandings.aspx?ID=343&PID=443. Läst 20 juni 2024.
16. ↑  Annika Collin (10 januari 2016). ”Historik Grand Prix”. Svenska Volleybollförbundet. Arkiverad från originalet den 2 september 2016. https://web.archive.org/web/20160902085520/http://www.volleyboll.se/volleyboll/Tavling/HistorikGrandPrix/. Läst 10 januari 2016.
17. ↑  ”Volleyboll.se: MARATHONTABELL VOLLEYBOLL 1963 - 2019/20 ELITSERIEN DAMER”. Arkiverad från originalet den 26 oktober 2022. https://web.archive.org/web/20221026174820/https://www.volleyboll.se/globalassets/svenska-volleybollforbundet-volleyboll/dokument/om-sporten-historik/marathontabell-efter-grundserien-201920-d.pdf. Läst 19 september 2021.
18. ↑  ”Volleyboll.se:”. Arkiverad från originalet den 19 september 2021. https://web.archive.org/web/20210919061822/https://www.volleyboll.se/globalassets/svenska-volleybollforbundet-volleyboll/dokument/om-sporten-historik/marathontabell-efter-grundserien-201920-h.pdf. Läst 19 september 2021.
19. ↑  ”Ett lag kort i damernas volleyboll”. Sveriges television. 13 september 2010. https://www.svt.se/sport/artikel/ett-lag-kort-i-damernas-volleyboll. Läst 6 november 2023.